# Dylta bruksförsamling
Dylta församling var en församling i Strängnäs stift i nuvarande Örebro kommun. Församlingen uppgick 1819 i Axbergs församling.

## Administrativ historik
Församlingen bildades 1575 genom en utbrytning ur Axbergs församling och återgick till denna 1819.
Församlingen utgjorde ett eget pastorat med undantag för perioden 1688-1808 då den ingick i pastorat med Axbergs församling.